# Rezerwat przyrody Las Lipowy Obrożyska
Rezerwat przyrody Las Lipowy Obrożyska – leśny rezerwat przyrody w granicach administracyjnych miasta Muszyna w gminie Muszyna, w powiecie nowosądeckim, w województwie małopolskim. Leży w obrębie Popradzkiego Parku Krajobrazowego oraz obszaru Natura 2000 SOO PLH120019 „Ostoja Popradzka”. Znajduje się na gruntach Skarbu Państwa w zarządzie Nadleśnictwa Piwniczna (leśnictwo Majerz).
Został powołany Zarządzeniem Ministra Leśnictwa i Przemysłu Drzewnego z 24 grudnia 1957 roku na powierzchni 35,54 ha (M.P. z 1958 r. nr 6, poz. 35). W 1983 roku zarządzeniem Ministra Leśnictwa i Przemysłu Drzewnego z dnia 4 lutego (M.P. z 1983 r. nr 5, poz. 35) powiększono go do 98,67 ha, a w roku 2017 do obecnych 112,88 ha. Celem ochrony w rezerwacie jest zachowanie ze względów naukowych fragmentu lasu będącego pozostałością pierwotnych lasów grądowych z lipą drobnolistną w Karpatach. Wokół rezerwatu utworzono otulinę o powierzchni 34,56 ha.
Według obowiązującego planu ochrony ustanowionego w 2017 roku, obszar rezerwatu objęty jest ochroną ścisłą (na powierzchni 100,50 ha) i czynną (12,58 ha).
Na terenie rezerwatu wytyczono znakowaną, przyrodniczą ścieżkę dydaktyczną. Wyznaczono na niej 7 przystanków wyposażonych w tablice dydaktyczne. Czas potrzebny na przejście ścieżki to ok. 2,5 godziny.